# Біскочіто
Біскочито (ісп. bizcochito, biscochitos або bizcochitos, зменш. від bizcocho) — хрумке масляне печиво Нової мексиканської кухні, приправлене цукром, корицею та анісом. 
Тісто тонко розкочують і традиційно нарізають у формі геральдичної лілії, а іноді хреста, зірки та півмісяця.

## Історія
Печиво було розроблено жителями Нью-Мексико, першими іспанськими колоністами на території, відомої тоді як Санта-Фе-де-Нуево-Мехіко. На рецепт приготування печива великий вплив зробили не лише місцеві звичаї, а й рецепти, привезені до Нью-Мексико іммігрантами з інших латиноамериканських країн.
Печиво подають під час урочистостей, таких як весілля, хрещення та інші релігійні свята (особливо в період Різдва). До нього зазвичай подають гарячий шоколад. Печиво мало відоме за межами іспанської провінції, хоча носії іспанської мови за назвою можуть розпізнати асоціацію з біскочо, навіть якщо вони не стикалися з печивом раніше.

## Офіційний статус
У 1989 році штат Нью-Мексико в США зробив біскочіто офіційним печивом штату. Це зробило Нью-Мексико першим штатом США, що має офіційне печиво штату. Вибір був зроблений для підтримки традиційної домашньої випічки.